# Christian Kögel
Christian Kögel (* 1967 im Allgäu) ist ein deutscher Jazzmusiker (Gitarre, auch Oud, Dobro, Komposition), der im Bereich zwischen Jazz, Rockmusik, freier Improvisation, arabischer Musik und Kammermusik arbeitet.

## Wirken
Kögel lebt seit 1990 in Berlin, wo er bis 1994 zunächst klassische Gitarre und bis 1996 Jazzgitarre an der Hochschule der Künste Berlin studierte. Während dieser Zeit gehörte er zum Bundesjazzorchester unter Leitung von Peter Herbolzheimer, mit dem er auch aufnahm. Anschließend wurde er auf der Oud und in klassischer arabischer Musik von Farhan Sabbagh unterwiesen.
Kögel gründete ein eigenes Trio. Gemeinsam mit der Sängerin Britta-Ann Flechsenhar betreibt er seit 2002 die Band Flexkögel, die 2018 ihr drittes Album america vorlegte. Er begleitete Barbara Thalheim (immer noch immer), Lisa Bassenge (Three) sowie Michael Schiefel (Gay, Hollywood Songbook) und spielte in der Live-Formation von Jazzanova. Weiterhin ist er Mitglied von Marc Muellbauers Kaleidoscope, Paul Brodys Sadawi (The Rose Auslaender Album), Edward Macleans Adoqué, Lauer Large, Kempendorff/Lauer/Kögel sowie Nasser Kilada & Ranin. Weiterhin nahm er mit dem Katja Riemann Oktett, dem Meike Goosmann Quintet (Tender Tales) und Without the Cat auf. International trat er auch mit Jerry Granellis V-16, Jay Clayton und mit Peggy Lee auf. Auf Tourneen spielte er in Nordamerika, Russland, Israel und auf dem Balkan. Mit Marc Mülldorfer und Roland Neffe bildete er das Wood & Steel Trio.
2019 trat er als Mitglied der German All Stars (mit Angelika Niescier, Johannes Lauer, Julia Kadel, Eva Kruse und Eva Klesse) auf dem Deutschen Jazzfestival in Frankfurt auf.
Kögel ist zudem seit 1991 als Lehrer an mehreren Berliner Musikschulen tätig; seit 1998 lehrt er als Dozent am Creative Music Workshop  der Dalhousie University im kanadischen Halifax sowie seit 2000 als Dozent eines studienvorbereitenden Workshops der Berliner Landesmusikakademie.

## Diskographische Hinweise
- Jerry Granelli UFB: Broken Circle (Intuition 1996)
- Zabriskie Point: Wild at Heart (ZeroZero 1998, mit Rupert Stamm, Andreas Walter, Jochen Krämer, Danda Cordes)
- Flexkögel: Wilde Gezeiten (minor music 2008)
- Simon Fisk, feat. J. Granelli & C. Kögel: The Great Vehicle (plunge records 2015)
- Edward Maclean, Tobias Backhaus, Christian Kögel, Matti Klein, Sebastian Borkowski: Me & You (r3w Records 2017)
- Flexkögel: america (Phonector 2018)[2]
- Wood & Steel Trio Wasp at the Window (Unit Records 2023)[3]